# Delphyre aurantiiceps
Delphyre aurantiiceps là một loài bướm đêm thuộc phân họ Arctiinae, họ Erebidae.